# NGC 3956
NGC 3956 é uma galáxia espiral barrada (SBc) localizada na direcção da constelação de Crater. Possui uma declinação de -20° 34' 00" e uma ascensão recta de 11 horas, 54 minutos e 00,9 segundos.
A galáxia NGC 3956 foi descoberta em 10 de Março de 1785 por William Herschel.